# Hifuyo Uchida
Pour les articles homonymes, voir Uchida.
Hifuyo Uchida (内田 一二四, Uchida Hifuyo) est un footballeur international japonais. Il évoluait au poste d'attaquant.

## Carrière
Hifuyo Uchida est sélectionné à deux reprises en équipe nationale japonaise, les 17 et 20 mai 1925, pour deux défaites aux Jeux de l'Extrême-Orient contre les Philippines (4-0) et la Chine (2-0).
Il joue alors en club à l'Osaka Soccer Club.